# روخلیو رویس
روخلیو رویس (اسپانیایی: Rogelio Ruiz‎؛ زادهٔ ۲۰ اوت ۱۹۵۰) بازیکن فوتبال اهل مکزیک بود.
وی همچنین در تیم ملی فوتبال زیر ۲۳ سال مکزیک بازی کرده‌است.